# (90698) Kościuszko
(90698) Kościuszko ist ein Asteroid des inneren Hauptgürtels. Er wurde am 1. März 1984 von dem US-amerikanischen Astronomen Edward L. G. Bowell an der Anderson Mesa Station (IAU-Code 688) des Lowell-Observatoriums im Coconino County, Arizona entdeckt.
Mittlere Sonnenentfernung (große Halbachse), Exzentrizität und Neigung der Bahnebene des Asteroiden entsprechen grob der Phocaea-Familie, einer Gruppe von Asteroiden, die nach (25) Phocaea benannt ist. Die Sonnenumlaufbahn von (90698) Kościuszko ist mit mehr als 24° stark gegenüber der Ekliptik des Sonnensystems geneigt, was charakteristisch für Phocaea-Asteroiden ist.
Die Sonnenumlaufbahn von (90698) Kościuszko ist mit einer Exzentrizität von 0,2531 stark elliptisch. Der mittlere Durchmesser wurde mit circa 3,5 Kilometern errechnet bei einer Albedo von 0,297 (± 0,032).
Die Lichtkurve des Asteroiden wurde bei Beobachtungen von Adrián Galád, Leonard Kornoš und Jozef Világi am 1. bis 3. Februar 2006 am 60-cm-Spiegelteleskop des Modra-Observatoriums (IAU-Code 118) der Comenius-Universität Bratislava in Modra untersucht. Es konnte festgestellt werden, dass (90698) Kościuszko sich in circa 5 Stunden um sich selber dreht.
(90698) Kościuszko wurde am 2. Juni 2015 nach Tadeusz Kościuszko (1746–1817) benannt. Kościuszko war ein polnischer Adeliger, Nationalheld, General und Anführer des nach ihm benannten Kościuszko-Aufstandes gegen die Teilungsmächte Russland und Preußen im Jahr 1794. 1777 bis 1783 hatte er im Amerikanischen Unabhängigkeitskrieg an der Seite George Washingtons gekämpft.